# مركز البحوث الاجتماعية المستقلة
مركز البحوث الاجتماعية المستقلة (CISR) هو معهد أبحاث غير حكومي يعمل في أربعة مجالات رئيسية هي: مشروعات الأبحاث الاجتماعية، والتنمية المهنية لعلماء الاجتماع الشباب، وتشكيل الشبكات المهنية في مجال العلوم الاجتماعية، والخبرات والاستشارات المتعلقة بعلم الاجتماع. وتمول أنشطة مركز البحوث الاجتماعية المستقلة (CISR) أساسًا من خلال صناديق التمويل العلمية الروسية والدولية والمنظمات الخيرية. وقد كانت مؤسسة جون دي وكاثرين تي ماك آرثر شريكًا رئيسيًا في مركز البحوث الاجتماعية المستقلة منذ عام 2001.

## معلومات تاريخية
ظهرت فكرة إنشاء مركز اجتماعي مستقل لأول مرة في أواخر الثمانينيات، وكان أصحاب الفكرة هما فيكتور فورونكوف وأوليج فيت ، اللذين كانا في هذا الوقت موظفين في تقسيم لينينغراد بمعهد علم الاجتماع بأكاديمية العلوم. وقد ألهمتهم التغييرات الاجتماعية والسياسية السريعة التي تحدث في بلدهم تجميع مجموعة من المتحمسين وبدأوا إجراء مشروعات بحثية مستقلة خاصة بهم. وقد شارك كل من إدوارد فومين وإلينا درافوميسلوفا وإنجريد أوسوالد في تحقيق هذه الفكرة عمليًا. فقد تشاركوا جميعًا الرغبة في إنشاء هيكل بحثي مرن وديموقراطي قادر على التجاوب مع متطلبات التغير السريع في المجتمع الروسي وقادر أيضًا على ترقية دمج علماء الاجتماع الروس في المجتمعات الاجتماعية الدولية. وقد بدأ المركز أعماله بالفعل قبل سنوات قليلة من تسجيله قانونيًا في 1991.
في عام 1994، حصل المركز على شقة لتحويلها مكتب بجزيرة فاسيليوستروفيسكاي. وبفضل المشاركة الفعالة لإنجريد أوسوالد ودعم بيتر لوك وغيرهما من زملاء المركز والأصدقاء، تطور مركز البحوث الاجتماعية المستقلة بسرعة وحصل على المزيد والمزيد من المنح من المؤسسات الدولية وأجرى العديد من المشروعات البحثية المختلفة وأصبح ممثلاً معروفًا في المجتمعات الاجتماعية الروسية والدولية. وفي عام 2000، حصل مركز البحوث الاجتماعية المستقلة على مكتب جديد في شارع ليجوفيسكاي بروسبكت بفضل منحة مقدمة من مؤسسة فورد. أما في العام التالي (2001)، فقد تلقى مركز البحوث الاجتماعية المستقلة أول منحة مؤسسية من مؤسسة جون دي وكاثرين تي ماك آرثر.

## المساهمة فيالنقاشالعلمي
قام موظفو المركز بالعمل الجاد للتأكد من تضمين المنهجية البنائية (التي كانت هامشية في روسيا في التسعينيات) والأساليب النوعية في ترسانة الباحثين الروس. وقد أمكن القيام بذلك اعتمادًا على عدة عوامل: عقد مؤتمرات منهجية دولية مثل مؤتمر «أسلوب السيرة الذاتية في دراسة مجتمعات ما بعد الاشتراكية (1996)، وتنفيذ مشروعات تعليمية تركز على تعميم الأساليب النوعية للبحث بين علماء الاجتماع الشباب، وإصدار كتب تفصل نتائج الدراسات التجريبية، بما في ذلك» بناء العرقية: المجتمعات العرقية في سانت بطرسبرغ (1998)”. ومع مواصلة اتباع نمط البحث المتعلق بالعمليات الاجتماعية وتطوير منهجيات جديدة للبحث الاجتماعي والاندماج في المجتمع الدولي، فقد نظم مركز البحوث الاجتماعية المستقلة العديد من المؤتمرات، مثل: العلوم الاجتماعية، والخطاب العنصري، والممارسات التمييزية (2004)؛ أسلوب السيرة الذاتية في دراسة مجتمعات ما بعد الاشتراكية: بعد 10 أعوام (2006)؛ الحقل الروسي: نظرة من الخارج (2009).
في عام 2004، بدأ مركز البحوث الاجتماعية المستقلة إنشاء اتفاقية المراكز الاجتماعية المستقلة بروسيا (CISC) والتي جمعت حوالي 20 منظمة بحثية. وبموجب توجيهات هذه الاتفاقية، تم نشر أول كتابين من سلسلة الأساليب النوعية في البحث الاجتماعي: أساليب أي شتينبرج، تي شانين، إي كوفاليف، إيه ليفينسن النوعية. الدراسات الميدانية الاجتماعية ومجموعة من مقالات المغادرة من أجل البقاء: عالِم الاجتماع في الميدان.
شغل المركز نفسه دائمًا بالتنشئة الاجتماعية للباحثين الشباب. فمنذ عام 1998، أصبح المركز شريكًا في مؤسسة هاينريش بول (موسكو/برلين) يعمل على إنشاء برنامج منح دراسية للباحثين الشباب الموهوبين. وفي عام 2000، قام المنتدى الألماني الروسي ومؤسسة روبرت بوش بمنح مركز البحوث الاجتماعية المستقلة ميدالية تذكارية عن «المساهمة في تدريب الباحثين الشباب». ومنذ عام 2003، نظم المركز ورش عمل عن أساليب البحث النوعي لطلاب مركز تعليم علم الاجتماع، معهد علم الاجتماع، الأكاديمية الروسية للعلوم (موسكو). أما في عامي 2004 و2005، فقد تم افتتاح برنامج مماثل بالشراكة مع مدرسة أوسترلين فولكهوجسكولا العليا (توميليلا، السويد) للطلاب السويديين.

## الهيكلية التنظيمية
يوظف مركز البحوث الاجتماعية المستقلة 22 شخصًا: 12 منهم أساتذة في الفلسفة، والآخرون يعملون في أطروحاتهم. تشمل مجالات البحث المتخصصة ما يلي:
- الهجرة والعرقية والقومية
- الحدود والمجتمعات الحدودية
- الدراسات المتعلقة بالجنس
- علم الاجتماع البيئي
- الدراسات الاجتماعية للاقتصاد
- القانون والمجتمع
- الدراسات الحضرية

يتم تنفيذ ما يقرب من 30 مشروعًا بحثيًا كل عام. تمثل خبرات الباحثين أساسًا للمقررات الأكاديمية التي يُدَرِّسونها في المؤسسات الروسية والأجنبية الرائدة، ومنها: الجامعة الأوروبية في سانت بطرسبرغ، وجامعة ولاية سانت بطرسبرغ، والمدرسة العليا للاقتصاد (سانت بطرسبرغ)، وجامعة برلين الحرة، وجامعة هومبولت في برلين، وجامعة فرايبورغ، وجامعة شرق فنلندا، وجامعة هلسنكي، وجامعة جونز هوبكنز (الولايات المتحدة الأمريكية)، وجامعة ييل (الولايات المتحدة الأمريكية)، وغيرها.